# Jan Schur
Jan Schur (n. 27 noiembrie 1962, Leipzig, RDG) este un ciclist de performanță ce a reprezentat Republica Democrată Germană, medaliat olimpic. A participat la o ediție a Jocurilor Olimpice (1988) în care a câștigat o medalie de aur.

## Participări
Lista de mai jos prezintă principalele competiții la care a participat Jan Schur de-a lungul carierei.
- cycling at the 1988 Summer Olympics – men's team time trial[*]